# Augusto Napoleone Berlese
Augusto Napoleone Berlese (ur. 21 października 1864 w Padwie, zm. 26 stycznia 1903 w Mediolanie) – włoski nauczyciel, botanik i mykolog.

## Życiorys
W 1885 roku ukończył nauki przyrodnicze na Uniwersytecie w Padwie, potem do 1889 roku został asystentem Piera Andrei Saccardo. Później uczył nauk przyrodniczych w liceach w Ascoli Piceno i Bolonii, w szkole winiarskiej w Avellino, oraz botaniki na Uniwersytecie w Camerino i Uniwersytecie w Sassari. W 1901 r. objął pierwszą katedrę patologii roślin założoną we Włoszech w Królewskim Wyższym Instytucie Technicznym w Mediolanie. Pracował na niej aż do przedwczesnej śmierci spowodowanej zapaleniem płuc. Zmarł w wieku 39 lat.

## Praca naukowa
Od końca lat osiemdziesiątych do początku dziewięćdziesiątych XIX wieku Berlese był inicjatorem nowatorskich na poziomie krajowym badań naukowo-akademickich w zakresie fitopatologii. W 1892 roku założył razem ze swoim bratem Antonio Berlese Rivista di patologia vegetale, pierwsze włoskie czasopismo w tej dziedzinie. Wraz z bratem opublikował praktyczne zasady zapobiegania groźnej chorobie winorośli – mączniakowi rzekomemu winorośli. W 1894 r. opublikował pracę o pasożytach roślin uprawnych lub użytkowych, która była jednym z pierwszych włoskich traktatów w zakresie fitopatologii.
Mimo krótkiego życia Berles opublikował ponad 100 prac naukowych. M.in. opracował monografię rodzajów grzybów Pleospora, Clathrospora i Pyrenophora i pracował nad chorobami morwy. Brał udział w opracowaniu wydanej przez P.A. Saccardo monumentalnej pracy Sylloge Fungorum (opracował w niej rozdział o Myxomycetes). Zajmował się również grzybami egzotycznymi, z Afryki Północnej, Gwinei, Brazylii, Australii. Współpracował z Giacomo Bresadolą, P. A. Saccardo, Giovanni Battistą de Toni i wieloma innymi mykologami. W 1890 r. rozpoczął imponującą pracę nad dziełem Icones fungorum ad usum Sylloges Saccardianae accomodatae. Opracował pierwsze dwa tomy, to wielkie przedsięwzięcie pozostało jednak  niedokończone z powodu jego przedwczesnej śmierci.
Opisał nowe taksony roślin i grzybów. W ich naukowych nazwach dodawane jest skrót jego nazwiska Berl. P.A. Saccardo uczcił go nadając od jego nazwiska nazwę rodzajowi Berlesiella. Od nazwiska Berlesego pochodzą także nazwy kilku gatunków grzybów.